# Anarquismo en Estados Unidos

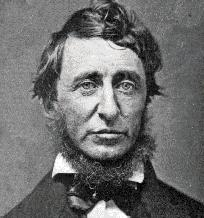
Henry David Thoreau

El anarquismo en los Estados Unidos abarca un amplio rango de filosofías anarquistas, desde el anarquismo individualista, hasta el anarquismo comunista y otras formas menos conocidas. En los EE.UU existen dos tradiciones principales, la nativa y la europea, siendo la primera fuertemente individualista y la segunda tradición de tipo colectivista y anarcocomunista. Entre los más importantes anarquistas individualistas se puede mencionar a Henry David Thoreau, Lysander Spooner y Benjamin Tucker. El anarquismo individualista en los EE. UU. fue influenciado por Thomas Jefferson, Thomas Paine, Henry David Thoreau, y Ralph Waldo Emerson y a su vez sus ideas económico-jurídicas suelen identificarse como un antecedente histórico del posterior anarcocapitalismo. Anarquistas influyentes dentro de la tendencia anarcocomunista fueron Alexander Berkman, Murray Bookchin, y el lingüista Noam Chomsky.
La primera publicación anarquista en Norteamérica fue The Peaceful Revolutionist, editada por Josiah Warren.

## Anarquismo indígena
En general, el anarquismo indígena es un término utilizado para describir a la mayoría de las sociedades precolombinas de Norteamérica, cuyas estructuras sociales eran sociedades sin estado. Tales expresiones son fácilmente documentables entre los pueblos indígenas de algunas partes de lo que hoy es California, aunque la Liga de los Iroqueses, la federación Mohawk, y otras tribus con jefaturas y cacicatos han sido descriptas como anarquistas en su estructura. A pesar de esto, algunos grupos nativos estaban lejos de poder ser considerados como “anarquistas”, ya que su estructura política y social podría definirse como “estatal”, tal el caso de la cultura del Misisipi, los Aztecas, los Incas, y los Mayas.
Más recientemente, algunos de los participantes del American Indian Movement se han autodenominado como anarquistas, y la cooperación entre los anarquistas y los grupos indigenistas han sido un aspecto clave de los movimientos como los del Estado Libre de Minnehaha en Minneapolis, Minnesota - (que está levantado en una reserva Ojibwa) – y en Big Mountain.

## Anarquismo individualista

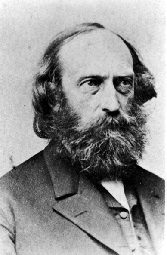
Stephen Pearl Andrews

El anarquismo vernáculo de los Estados Unidos viene de una remota tradición que se inicia con las sectas puritanas de Massachusetts. Algunos autores consideran que la primera anarquista estadounidense fue Anne Hutchinson (1591-1643), una individualista.
Los Estados Unidos con su tradición de individualismo radical, el cual es glorificado en la propia Declaración de Independencia, han sido un ambiente favorable para el desarrollo del anarquismo individualista. Josiah Warren solía citar a la Declaración de Independencia y Benjamin Tucker decía que "los anarquistas son simplemente Demócratas Jeffersonianos sin miedo." En 1833 Josiah Warren comenzó a publicar "el primer periódico explícitamente anarquista en los Estados Unidos", que se llamaba "The Peaceful Revolutionist." Según sostiene Rudolph Rocker, los individualistas estadounidenses estaban “mucho más influenciados en su desarrollo intelectual por los principios de la Declaración de Independencia que por los que representaban al socialismo libertario en Europa. Ellos eran ciento por ciento estadounidenses originarios, y casi todos ellos eran nativos de los estados de New England. De hecho, esta corriente de pensamiento había encontrado su expresión literaria en América antes que cualquier otro movimiento radical moderno en Europa desarrollase sus ideas."
A diferencia del anarquismo socialista, que defiende la propiedad común de los medios de producción con el objeto de eliminar la desigualdad económica, gran parte de los denominados «anarquistas de Boston» del siglo XIX preferían la propiedad privada de los medios de producción y algún nivel de intercambio de bienes y servicios a través del mercado. Estos anarquistas fueron amigables con la economía de mercado y no se opusieron a la desigual distribución de la riqueza, aceptándola como una consecuencia de la libre competencia. Voltairine de Cleyre, anarquista estadounidense, resumió esta filosofía diciendo que los anarquistas individualistas "son firmes en la idea de que el sistema de empleador y empleado, compra y venta, banca, y todas las otras instituciones esenciales del Comercialismo, centradas en la propiedad privada, son buenas por sí mismas, y son viciadas únicamente por la interferencia del Estado".

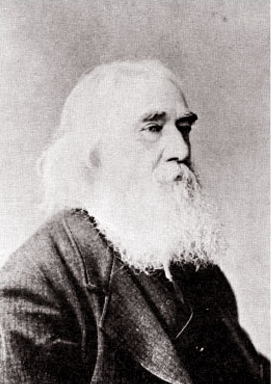
Lysander Spooner

A inicios de 1881, Benjamin Tucker emprendió la publicación de "Liberty", que era un foro para propagar las ideas anarcoindividualistas. Por esa época, el anarcocomunismo y la propaganda por el hecho estaban llegando a América, "a los cuales Tucker detestaba." Tucker fue crítico del inmigrante anarcocomunista Alexander Berkman, que intentó asesinar a Henry Clay Frick, diciendo "La esperanza de la humanidad yace en evitar la revolución que los Berkmans están tratando de precipitar. Ninguna pena por Frick, ninguna alabanza para Berkman, tal es la actitud del Liberty en la presente crisis."
Durante el siglo XX el anarquismo individualista estadounidense comenzó a declinar.

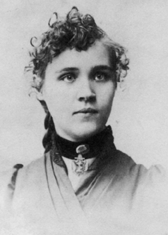
Voltairine de Cleyre

Según Carlotta Anderson: 

...es lógico que el concepto de anarquismo individualista haya alcanzado su más completa expresión en los Estados Unidos, donde los derechos del individuo y la libertad eran valoradas como nunca antes. A partir de estos valores se desarrolló una dominante sospecha, incluso hostilidad, hacia la autoridad centralizada, un antiestatismo de una intensidad nunca vista en ningún otro lugar del mundo.

## Anarquismo socialista

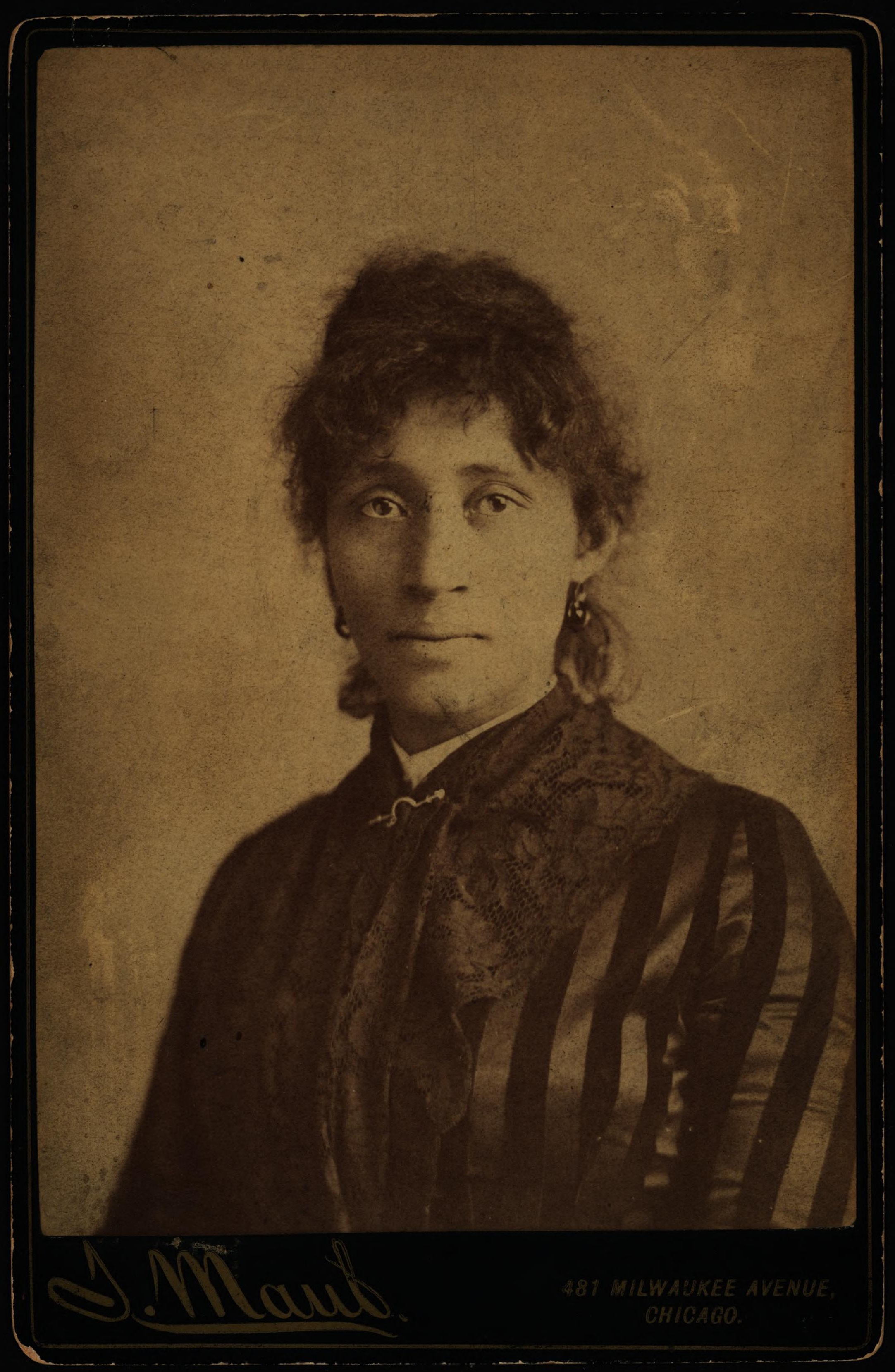
Lucy Parsons.

El anarquismo socialista en los Estados Unidos contemporáneos tiene raíces que se pueden rastrear bien claramente hasta antes de la guerra civil estadounidense. Los líderes pioneros del movimiento fueron Albert Parsons, su esposa Lucy Parsons, junto a muchos inmigrantes que trajeron sus ideas radicales con ellos como Johann Most, Emma Goldman, Bill Haywood, etc. Su influencia en el temprano movimiento obrero estadounidense tuvo ribetes dramáticos, con la ejecución de Albert Parsons y otros anarquistas conocidos como los Mártires de Chicago se generó un reclamo que aglutinó al primitivo movimiento laboral y estimuló la creación de sindicatos radicalizados por todo el país. El más grande de estos, la Industrial Workers of the World, fue fundado en 1905.
El músico y compositor sueco-estadounidense Joe Hill, ejecutado por sus ideas radicales gracias a un proceso espurio, fue uno de los más famosos cantantes de protesta anarquistas que hayan existido.
El anarquismo socialista incluye al anarcocomunismo, el anarcosindicalismo, el socialismo libertario y otras formas de anarquismo que consideran la colectivización de los bienes como una prioridad.

## Anarquismo insurreccionalista

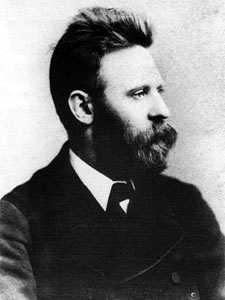
Johann Most

El anarquismo insurreccionalista es una teoría, práctica y tendencia revolucionaria dentro del movimiento anarquista que se opone a las organizaciones formales anarquistas tales como los sindicatos y las federaciones que se basen en un programa político y en congresos periódicos. En cambio, el insurreccionalismo propugna la acción directa (violenta o no), la organización informal, incluyendo a los grupos de afinidad y las organizaciones de masa que incluyan a personas no-anarquistas de los explotados o de las clases marginadas.
Muchos anarcocomunistas, como los editores de Barricada en los EE. UU. y algunos inmigrantes europeos como Luigi Galleani y Johann Most han sido caracterizados como insurreccionalistas, aunque quizás sea más correcto incluir a estos últimos en la corriente denominada “ilegalismo”.

## Resurgimiento del anarquismo en los EE. UU.

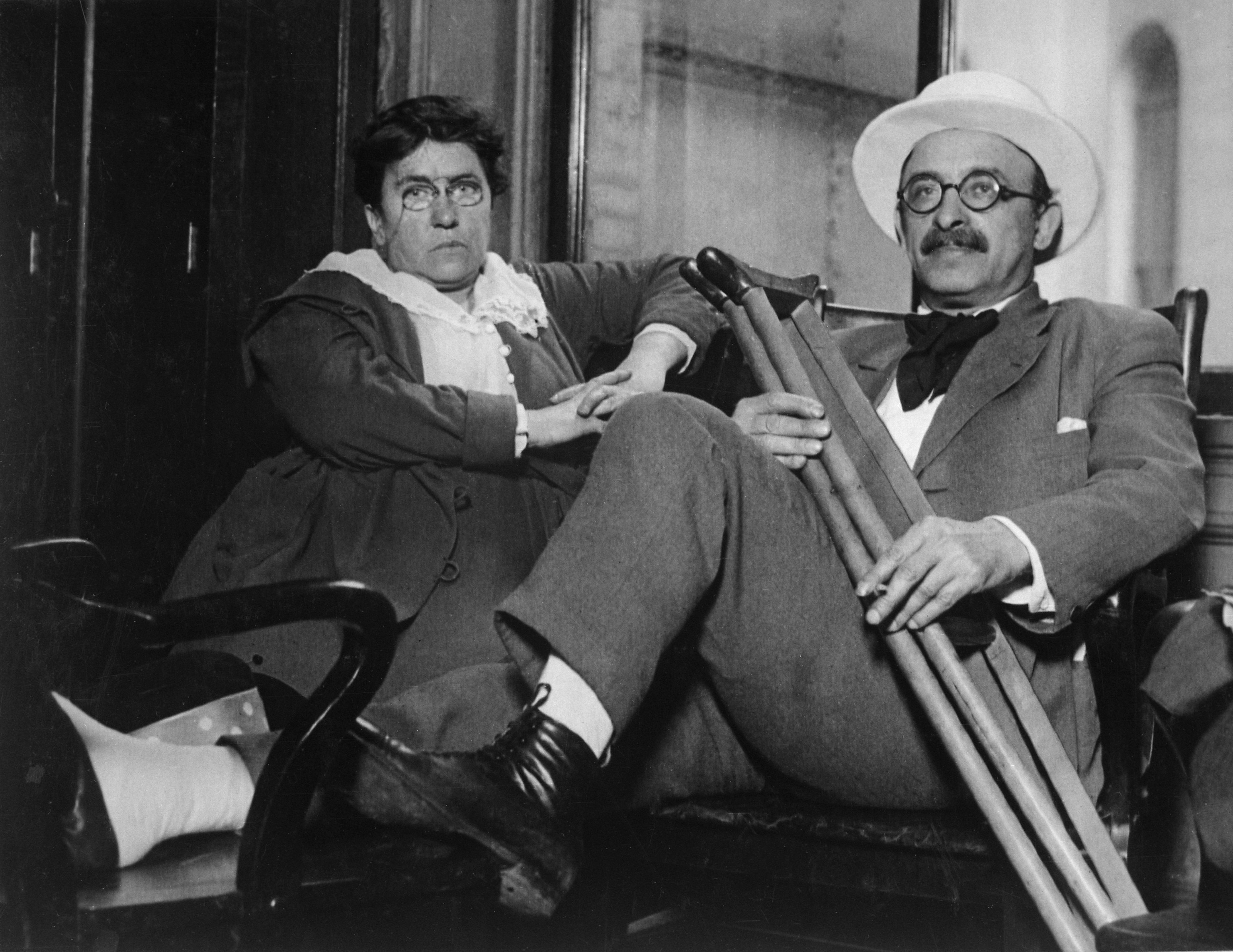
Emma Goldman y Alexander Berkman en 1917

El anarquismo comenzó a menguar con posterioridad a la Primera Guerra Mundial hasta prácticamente desaparecer. Durante la década de 1960 el anarquismo tuvo un resurgimiento bajo influencia de la Generación Beat. A finales de la década activistas como Abbie Hoffman y los Diggers estaban identificados con el anarquismo y se destacaron por la forma espectacular en que ponían las ideas en práctica. En 1969 comenzó a publicarse The Match!, que se anunciaba como un "Journal of Ethical Anarchism" (Diario de Anarquismo ético), dirigido por el anarquista sin adjetivos Fred Woodworth, continuándose hasta el presente.
En la década de 1970 las ideas anarquistas socialistas calaron los movimientos antinucleares, feministas y ecologistas. El teórico anarquista Murray Bookchin se convirtió en un pensador muy leído, cuyos libros sobre ambientalismo fueron influyentes. Las tácticas anarquistas como el grupo de afinidad fueron adoptadas por militantes del movimiento feminista radical.

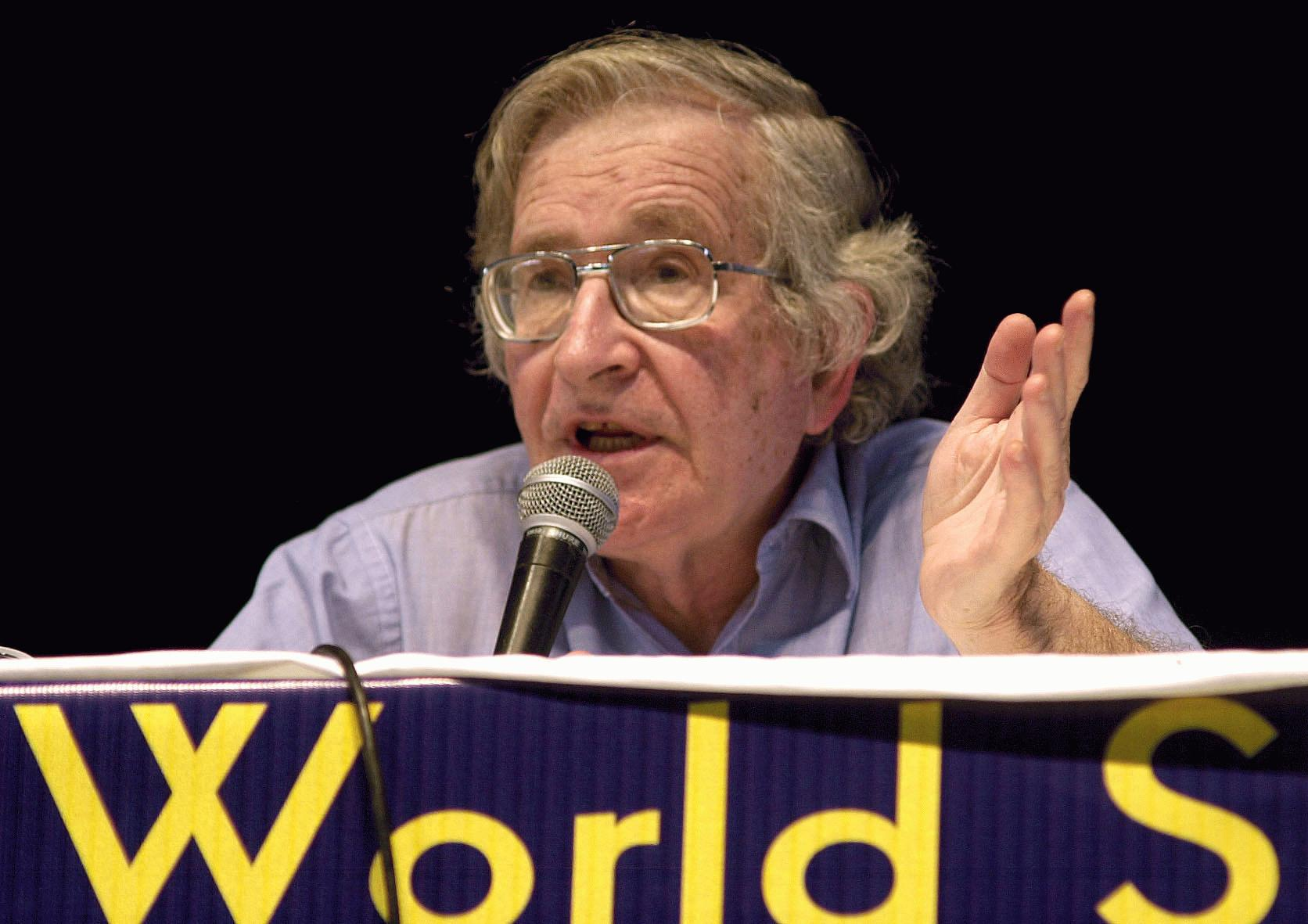
Noam Chomsky (2003)

Durante los años ’80 los anarquistas comenzaron a ser más visibles, como resultado de sus publicaciones, protestas y congresos. En el año 1980 se celebró en Portland, Oregón, el First International Symposium on Anarchism (Primer Simposio Internacional sobre Anarquismo). En 1986 se realizó la conferencia Haymarket Remembered en Chicago, por el centenario de los Sucesos de Haymarket y los Mártires de Chicago. Esta conferencia fue continuada por las convenciones continentales anuales en Minneapolis (1987), Toronto (1988), y San Francisco (1989).
En la década de 1990 continuó el crecimiento del anarquismo socialista en los EE. UU. En la década de 1990 un grupo de anarquistas formó la Love and Rage Revolutionary Anarchist Federation, uno de varios proyectos y grupos que se conformaron en los EE. UU. durante la década. Los anarquistas estadounidenses aumentaron notablemente su participación en protestas, especialmente por medio de la táctica del Black bloc. Los anarquistas se hicieron más populares durante los acontecimientos acaecidos en 1999, durante la Conferencia de la OMC, en los hechos conocidos como la Batalla de Seattle.
También el anarquismo individualista estadounidense fue retomado, en este caso por el anarcocapitalismo, una tendencia significativa dentro del libertarismo. En la mitad del siglo XX, Murray Rothbard, un alumno de Ludwig von Mises, combinó la escuela austriaca de economía de su maestro con el rechazo al Estado de los individualistas anarquistas americanos del siglo XIX, como Lysander Spooner y Benjamin Tucker. También contribuyó como historiador de las comunidades anarquistas del pasado colonial de los Estados Unidos.

## Anarquistas notables
- Josiah Warren
- Henry David Thoreau
- William Batchelder Greene
- Albert Richard Parsons
- Lucy Parsons
- Stephen Pearl Andrews
- Lysander Spooner
- Ezra Heywood
- Benjamin Tucker
- Johann Most
- Joseph Labadie
- Voltairine de Cleyre
- Luigi Galleani
- Emma Goldman
- Alexander Berkman
- Sacco y Vanzetti
- Murray Rothbard
- David Friedman
- Murray Bookchin
- Noam Chomsky
- John Zerzan
- Paul Goodman
- Joe Hill